# Hypolite Taremae
Hypolite Taremae (geb. 4. April 1968, Bagohane, Makira, Salomonen) ist ein Politiker in den Salomonen.

## Leben
Taramae wurde im Dorf Bagohane in der Provinz Makira geboren. Nach einem Abschluss am Honiara Solomon Islands College of Higher Education arbeitete er als Lehrer.
Seine Karriere in der nationalen Politik begann mit der Wahl ins Nationalparlament der Salomonen als Abgeordneter für den Wahlkreis Central Makira in den Wahlen in den Salomonen 2010. Er trat als unabhängiger Kandidat an und wurde zum Minister for National Unity, Reconciliation and Peace im Kabinett von Premierminister Danny Philip im Kontext der Bemühungen um nationale Versöhnung (Truth and Reconciliation Commission) und Einheit nach den ethnischen Ausschreitungen der späten 1990er und frühen 2000er. Als Gordon Darcy Lilo im November 2011 Philip als Premierminister ersetzte, behielt Taremae seinen Posten in der Regierung.
Im Januar 2012 wurde Taremae eines Nachts um Mitternacht auf der Straße angegriffen. Er erlitt „schwere Verletzungen an Nase, Augen und Kopf.“ („severe bruises to his nose, eyes and head“) und musste mit einer dreistündigen Operation behandelt werden. Der Angreifer entkam in einem Auto. Die Ursache des Angriffs ist unbekannt.
Taremae verlor sein Mandat in den Wahlen 2014 an Nestor Ghiro.